# Маккул (Міссісіпі)
Маккул (англ. McCool) — місто (англ. town) в США, в окрузі Аттала штату Міссісіпі. Населення — 103 особи (2020).

## Географія
Маккул розташований за координатами 33°11′56″ пн. ш. 89°20′26″ зх. д. / 33.19889° пн. ш. 89.34056° зх. д. (33.198855, -89.340651).  За даними Бюро перепису населення США в 2010 році місто мало площу 2,44 км², з яких 2,43 км² — суходіл та 0,01 км² — водойми.

## Демографія
Згідно з переписом 2010 року, у місті мешкало 135 осіб у 64 домогосподарствах у складі 40 родин. Густота населення становила 55 осіб/км².  Було 88 помешкань (36/км²).
Расовий склад населення:
| - 84,4 % — білих - 14,1 % — чорних або афроамериканців - 1,5 % — осіб інших рас |

До двох чи більше рас належало 0,0 %. Частка іспаномовних становила 0,7 % від усіх жителів.
За віковим діапазоном населення розподілялося таким чином: 20,0 % — особи молодші 18 років, 52,6 % — особи у віці 18—64 років, 27,4 % — особи у віці 65 років та старші. Медіана віку мешканця становила 47,5 року. На 100 осіб жіночої статі у місті припадало 95,7 чоловіків;  на 100 жінок у віці від 18 років та старших — 107,7 чоловіків також старших 18 років.
Середній дохід на одне домашнє господарство  становив 58 543 долари США (медіана — 57 500), а середній дохід на одну сім'ю — 69 007 доларів (медіана — 61 250). За межею бідності перебувало 11,5 % осіб, у тому числі 25,0 % дітей у віці до 18 років та 21,7 % осіб у віці 65 років та старших.
Цивільне працевлаштоване населення становило 73 особи. Основні галузі зайнятості: транспорт — 21,9 %, будівництво — 21,9 %, освіта, охорона здоров'я та соціальна допомога — 17,8 %.